# Nowa Wieś (Strawczynek)
Nowa Wieś – część wsi Strawczynek w Polsce położona w województwie świętokrzyskim, w powiecie kieleckim, w gminie Strawczyn.
W latach 1975–1998 Nowa Wieś administracyjnie należała do województwa kieleckiego.